# Герои Социалистического Труда Забайкальского края
В настоящий список включены:

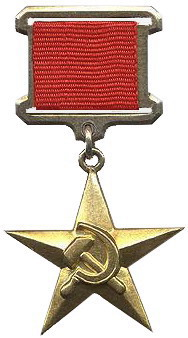
Золотая медаль «Серп и Молот»

- Герои Социалистического Труда, на момент присвоения звания проживавшие на территории современного Забайкальского края (в советское время —Читинская область и Агинский Бурятский автономный округ), — 69 человек;
- уроженцы Забайкальского края, удостоенные звания Героя Социалистического Труда в других регионах СССР, — 31 человек.

Вторая часть списка может быть неполной из-за отсутствия данных о месте рождения ряда Героев.
В таблицах отображены фамилия, имя и отчество Героев, должность и место работы на момент присвоения звания, дата Указа Президиума Верховного Совета СССР, отрасль народного хозяйства, место рождения/проживания, а также ссылка на биографическую статью на сайте «Герои страны». Формат таблиц предусматривает возможность сортировки по указанным параметрам путём нажатия на стрелку в нужной графе.

## История
Первыми в Читинской области звания Героя Социалистического Труда были удостоены семеро колхозников и партийно-государственных руководителей Оловяннинского и Шилкинского районов. Высшая степень отличия была присвоена им Указом Президиума Верховного Совета СССР от 9 марта 1948 года за получение высоких урожаев пшеницы в 1947 году.
Большинство Героев Социалистического Труда в области приходится на работников сельского хозяйства — 33 человека; строительство и транспорт — по 7; металлургия — 6; атомная промышленность — 5; государственное управление — 4; угольная промышленность — 3; машиностроение, лесная промышленность, образование, здравоохранение — по 1.

## Лица, удостоенные звания Героя Социалистического Труда в Забайкальском крае
| №  | Фамилия, имя, отчество            | Даты жизни              | Деятельность | Дата присвоения | Отрасль         | Место рождения               | ГС        |
| -- | --------------------------------- | ----------------------- | --- | --------------- | --------------- | ---------------------------- | --------- |
| 1  | Азаренков Семён Сергеевич         | 19.02.1920 — 24.07.2006 | Машинист тепловоза локомотивного депо Шилка Забайкальской железной дороги, Читинская область                                                                                  | 04.08.1966      | транспорт       | *Смоленская область          | [ ГС 1 ]  |
| 2  | Алтанаева Прасковья Ивановна      | 1903 — 26.09.1978       | Чабан совхоза «Пограничный» Быркинского района Читинской области | 14.12.1957      | сельхоз         | Приаргунский район           | [ ГС 2 ]  |
| 3  | Ардин Владимир Иванович           | 17.01.1928 — 21.10.2017 | Машинист комбайна шахты «Объединённая» треста «Забайкалуголь» комбината «Востсибуголь» Министерства угольной промышленности СССР, Читинская область                           | 29.06.1966      | углепром        | *Чувашия                     | [ ГС 3 ]  |
| 4  | Артемьев Андрей Лаврентьевич      | 13.09.1915 — 26.07.1993 | Дорожный мастер Петровско-Заводской дистанции пути Забайкальской железной дороги, Читинская область                                                                           | 01.08.1959      | транспорт       | Петровск-Забайкальский район | [ ГС 4 ]  |
| 5  | Баянов Базар                      | 1904—1982               | Старший чабан совхоза «Красный великан» Борзинского района Читинской области                                                                                                  | 14.12.1957      | сельхоз         | *Казахстан                   | [ ГС 5 ]  |
| 6  | Бологов Борис Фёдорович           | 20.07.1927 — 07.02.2009 | Горнорабочий очистного забоя Букачачинского шахтоуправления комбината «Востсибуголь» Министерства угольной промышленности СССР, Читинская область                             | 30.03.1971      | углепром        | *Иркутская область           | [ ГС 6 ]  |
| 7  | Болотов Михаил Дылыкович          | 22.05.1930 — 10.01.2008 | Старший чабан совхоза «Красный великан» Борзинского района Читинской области                                                                                                  | 22.03.1966      | сельхоз         | Шилкинский район             | [ ГС 7 ]  |
| 8  | Бочаров Юрий Юрьевич              | 31.12.1945 — 14.02.1993 | Бригадир комплексной бригады строительно-монтажного поезда № 697 управления строительства «Бамстройпуть» Министерства транспортного строительства СССР, Читинская область     | 25.10.1984      | строительство   | *Кировоградская область      | [ ГС 8 ]  |
| 9  | Быков Виктор Петрович             | 01.03.1929 — ????       | Бригадир скоропроходческой бригады рудника «Тасеево» комбината «Балейзолото» Министерства цветной металлургии СССР, Читинская область                                         | 30.03.1971      | металлургия     | *Нижегородская область       | [ ГС 9 ]  |
| 10 | Вагин Иван Алексеевич             | 18.01.1906 — 17.06.1982 | Первый секретарь Шилкинского райкома КПСС, Читинская область | 14.12.1957      | госуправление   | *Иркутская область           | [ ГС 10 ] |
| 11 | Варшавский Иван Николаевич        | род. 10.04.1938         | Бригадир монтёров пути строительно-монтажного поезда № 596 управления строительства «Бамстройпуть» Министерства транспортного строительства СССР, Читинская область           | 25.10.1984      | строительство   | *Одесская область            | [ ГС 11 ] |
| 12 | Волошина Мария Ермолаевна         | 1926—1979               | Доярка колхоза «Объединение» Улётовского района Читинской области | 22.03.1966      | сельхоз         | Улётовский район             | [ ГС 12 ] |
| 13 | Ворсин Яков Васильевич            | 24.11.1926 — 03.08.1995 | Шофёр Хилокского леспромхоза Министерства лесной и деревообрабатывающей промышленности СССР, Читинская область                                                                | 07.05.1971      | леспром         | Чернышевский район           | [ ГС 13 ] |
| 14 | Гудкова Евдокия Филипповна        | 22.02.1922 — 31.07.2004 | Телятница колхоза имени Свердлова Читинского района Читинской области | 14.12.1957      | сельхоз         | Читинский район              | [ ГС 14 ] |
| 15 | Гурулёв Егор Евграфович           | 15.04.1903 — 04.12.1971 | Звеньевой колхоза имени Чапаева Оловяннинского района Читинской области | 09.03.1948      | сельхоз         | Оловяннинский район          | [ ГС 15 ] |
| 16 | Данзанов Бадма Цыренович          | 1923 — 20.05.1992       | Старший чабан колхоза имени Ильича Оловяннинского района Читинской области | 12.03.1982      | сельхоз         | *Бурятия                     | [ ГС 16 ] |
| 17 | Десятник Андрей Петрович          | 12.10.1917 — 18.10.1990 | Председатель колхоза «Победа» Балейского района Читинской области | 08.04.1971      | сельхоз         | *Полтавская область          | [ ГС 17 ] |
| 18 | Догдомов Доржи                    | 1919 — 20.01.1993       | Старший чабан племенного овцеводческого совхоза «Красный великан» Забайкальского района Читинской области                                                                     | 08.04.1971      | сельхоз         | Забайкальский район          | [ ГС 18 ] |
| 19 | Домбрылов Балдан Базарович        | 19.05.1923 — 11.04.2010 | Старший чабан Ононского опытно-производственного хозяйства Шилкинского района Читинской области                                                                               | 06.09.1973      | сельхоз         | Шилкинский район             | [ ГС 19 ] |
| 20 | Доржиева Бальжима                 | 1898—1983               | *Старший чабан колхоза «Коммунизм» Могойтуйского района Агинского Бурят-Монгольского национального округа Читинской области                                                   | 14.12.1957      | сельхоз         | Могойтуйский район           | [ ГС 20 ] |
| 21 | Дроздов Анатолий Семёнович        | 05.11.1930 — 06.09.1996 | Бригадир комплексной бригады управления механизации Читинского управления строительства, Читинская область                                                                    | 11.08.1966      | строительство   | *Смоленская область          | [ ГС 21 ] |
| 22 | Дружинин Фёдор Васильевич         | 26.02.1930 — 16.08.2004 | Составитель поездов станции Карымская Забайкальской железной дороги, Читинская область                                                                                        | 02.04.1981      | транспорт       | *Смоленская область          | [ ГС 22 ] |
| 23 | Еремеев Николай Егорович          | 1927 — ????             | Бригадир комплексной бригады треста «Читапромстрой» Министерства промышленного строительства СССР, Читинская область                                                          | 05.04.1971      | строительство   | *Воронежская область         |           |
| 24 | Золотухин Дмитрий Яковлевич       | 1901—1954               | Звеньевой колхоза имени Сталина Шилкинского района Читинской области | 09.03.1948      | сельхоз         | Шилкинский район             | [ ГС 23 ] |
| 25 | Золотухина Александра Захаровна   | 1914—1993               | Доярка колхоза «Заветы Ильича» Шилкинского района Читинской области | 14.12.1957      | сельхоз         | Шилкинский район             | [ ГС 24 ] |
| 26 | Зубарева Дарима Васильевна        | 1914 — 11.07.1991       | Старший чабан совхоза имени Погадаева Приаргунского района Читинской области                                                                                                  | 22.03.1966      | сельхоз         | Приаргунский район           | [ ГС 25 ] |
| 27 | Калягина Людмила Васильевна       | 11.05.1936 — 14.04.2000 | Учительница Смоленской начальной школы, Читинский район Читинской области | 27.06.1978      | образование     | *Марий Эл                    | [ ГС 26 ] |
| 28 | Каменев Михаил Иванович           | 01.10.1909 — 1967       | Секретарь Оловяннинского райкома ВКП(б), Читинская область | 09.03.1948      | госуправление   | *Красноярский край           | [ ГС 27 ] |
| 29 | Козлова Мария Георгиевна          | 1927 — ????             | Телятница совхоза «Зерентуевский» Калганского района Читинской области | 22.03.1966      | сельхоз         | Нерчинско-Заводский район    | [ ГС 28 ] |
| 30 | Колпаков Николай Карпович         | 1899 — 25.11.1985       | Звеньевой колхоза «Объединение» Оловяннинского района Читинской области | 09.03.1948      | сельхоз         | *Воронежская область         | [ ГС 29 ] |
| 31 | Лагошин Николай Иванович          | 10.12.1923 — 17.07.2006 | Старший осмотрщик вагонов депо Чернышевск-Забайкальский Забайкальской железной дороги, Читинская область                                                                      | 04.05.1971      | транспорт       | *Воронежская область         | [ ГС 30 ] |
| 32 | Лебедев Михаил Борисович          | 1910 — 17.11.1993       | Бригадир плотников Черновского шахтостроительного управления треста «Забайкалуглестрой» Читинского совнархоза                                                                 | 09.08.1958      | строительство   | Могойтуйский район           | [ ГС 31 ] |
| 33 | Лисичников Алексей Георгиевич     | 30.03.1932 — 2006       | Механизатор-кукурузовод колхоза «1 Мая» Шилкинского района Читинской области                                                                                                  | 31.12.1961      | сельхоз         | Шилкинский район             | [ ГС 32 ] |
| 34 | Литвинцев Иван Филимонович        | 19.02.1894 — 31.07.1982 | Бригадир колхоза имени Чапаева Оловяннинского района Читинской области | 09.03.1948      | сельхоз         | Оловяннинский район          | [ ГС 33 ] |
| 35 | Лихитченко Виктор Фёдорович       | 31.01.1914 — 19.03.1992 | Машинист локомотивного депо Чита-1 Забайкальской железной дороги, Читинская область                                                                                           | 01.08.1959      | транспорт       | *Донецкая область            | [ ГС 34 ] |
| 36 | Лончаков Александр Григорьевич    | род. 1934               | Звеньевой совхоза «Приаргунский» Приаргунского района Читинской области | 23.06.1966      | сельхоз         | Забайкальский край           | [ ГС 35 ] |
| 37 | Лоскутников Владимир Дмитриевич   | 22.09.1922 — 12.02.2006 | Сталевар Петровск-Забайкальского металлургического завода Читинского совнархоза                                                                                               | 19.07.1958      | металлургия     | Читинский район              | [ ГС 36 ] |
| 38 | Мажиев Бальжинима                 | 17.01.1917 — 27.06.2000 | *Председатель колхоза имени Кирова Могойтуйского района Агинского Бурят-Монгольского национального округа Читинской области                                                   | 14.12.1957      | сельхоз         | Оловяннинский район          | [ ГС 37 ] |
| 39 | Малицкий Чеслав Иосифович         | 28.04.1933 — 10.09.1992 | Авиационный техник-бригадир Читинского объединённого авиационного отряда Восточно-Сибирского управления гражданской авиации Министерства гражданской авиации СССР             | 09.02.1973      | транспорт       | *Минская область             | [ ГС 38 ] |
| 40 | Мирсанов Дмитрий Северьянович     | 1901 — 07.04.1969       | Чабан совхоза «Комсомолец» Чернышевского района Читинской области | 14.12.1957      | сельхоз         | Оловяннинский район          | [ ГС 39 ] |
| 41 | Наумова Прасковья Павловна        | 25.11.1926 — 11.09.2013 | Доярка экспериментального хозяйства Забайкальского научно-исследовательского технологического института овцеводства и мясного скотоводства, Читинский район Читинской области | 08.04.1971      | сельхоз         | *Омская область              | [ ГС 40 ] |
| 42 | Немтаев Арсен                     | 11.03.1922 — 20.04.1999 | Чабан колхоза имени Ильича Оловяннинского района Читинской области | 22.03.1966      | сельхоз         | Оловяннинский район          | [ ГС 41 ] |
| 43 | Панкратов Николай Михайлович      | 06.03.1921 — 16.08.1978 | Бригадир комплексной бригады комбината «Балейзолото» Читинского совнархоза | 09.06.1961      | металлургия     | *Ульяновская область         | [ ГС 42 ] |
| 44 | Покровский Сталь Сергеевич        | 08.03.1926 — 03.03.1997 | Генеральный директор Приаргунского производственного горно-химического объединения Министерства среднего машиностроения СССР, гор. Краснокаменск Читинской области            | 28.11.1980      | атомпром        | *Харьковская область         | [ ГС 43 ] |
| 45 | Поливин Анатолий Иванович         | 08.07.1928 — 29.10.2016 | Председатель колхоза имени Ленина Кыринского района Читинской области | 22.03.1966      | сельхоз         | *Омская область              | [ ГС 44 ] |
| 46 | Попов Александр Николаевич        | род. 1932               | Проходчик Приаргунского горно-химического комбината Министерства среднего машиностроения СССР, Читинская область                                                              | 16.01.1974      | атомпром        | *Ташкентская область         | [ ГС 45 ] |
| 47 | Попов Илья Георгиевич             | 02.08.1911 — 23.03.1981 | Председатель Оловяннинского райисполкома Читинской области | 09.03.1948      | госуправление   | Акшинский район              | [ ГС 46 ] |
| 48 | Пристромов Михаил Степанович      | 21.11.1919 — 09.01.2008 | *Комбайнёр Бурят-Монгольского овцесовхоза Могойтуйского района Агинского Бурят-Монгольского национального округа Читинской области                                            | 14.12.1957      | сельхоз         | Балейский район              | [ ГС 47 ] |
| 49 | Пурбуев Дашидондок Цыденович      | 15.11.1931 — 31.12.2014 | *Старший чабан колхоза имени Ленина Агинского Бурятского автономного округа Читинской области                                                                                 | 02.03.1990      | сельхоз         | Агинский Бурятский округ     | [ ГС 48 ] |
| 50 | Пуртов Михаил Николаевич          | 15.11.1923 — 01.1985    | Звеньевой колхоза «Путь к коммунизму» Сретенского района Читинской области | 08.04.1971      | сельхоз         | Сретенский район             | [ ГС 49 ] |
| 51 | Пусовский Николай Михайлович      | 09.12.1927 — 11.02.2014 | Мастер Петровск-Забайкальского металлургического завода Министерства чёрной металлургии СССР, Читинская область                                                               | 22.03.1966      | металлургия     | Хилокский район              | [ ГС 50 ] |
| 52 | Северская Нина Константиновна     | 13.07.1927 — 31.10.2014 | Заведующая отделением областной больницы имени В. И. Ленина, гор. Чита | 23.10.1978      | здравоохранение | *Волгоградская область       | [ ГС 51 ] |
| 53 | Семикобыла Георгий Сергеевич      | 23.12.1910 — 14.07.1997 | Управляющий трестом «Забайкалуголь» Министерства угольной промышленности восточных районов СССР, Читинская область                                                            | 28.08.1948      | углепром        | *Ростовская область          | [ ГС 52 ] |
| 54 | Сидорова Лидия Ивановна           | 15.10.1938 — 06.03.2021 | Бригадир штукатуров-маляров треста «Приаргунстрой» Министерства среднего машиностроения СССР, гор. Краснокаменск Читинской области                                            | 16.01.1974      | атомпром        | *Иркутская область           | [ ГС 53 ] |
| 55 | Соловьёв Иван Трофимович          | 31.12.1913 — 22.02.1993 | Старший машинист локомотивного депо Зилово Забайкальской железной дороги, Читинская область                                                                                   | 01.08.1959      | транспорт       | *Латвия                      | [ ГС 54 ] |
| 56 | Степанищев Владимир Павлович      | 12.11.1947 — 09.12.2016 | Бригадир комплексной бригады строительно-монтажного поезда № 696 управления строительства «БАМстройпуть» Министерства транспортного строительства СССР, Читинская область     | 25.10.1984      | строительство   | *Мурманская область          | [ ГС 55 ] |
| 57 | Тишуров Вячеслав Алексеевич       | 08.02.1943 — 02.02.2025 | Бригадир буровой бригады Приаргунского горно-химического комбината Министерства среднего машиностроения СССР, Читинская область                                               | 28.11.1980      | атомпром        | *Киргизия                    | [ ГС 56 ] |
| 58 | Тищенко Владимир Михайлович       | род. 04.02.1929         | Экскаваторщик Приаргунского горно-химического комбината Министерства среднего машиностроения СССР, Читинская область                                                          | 29.03.1976      | атомпром        | *Жамбылская область          | [ ГС 57 ] |
| 59 | Ушаков Николай Фадеевич           | 09.05.1919 — 07.09.1979 | Звеньевой совхоза «Ундинский» Балейского района Читинской области | 11.12.1973      | сельхоз         | Балейский район              | [ ГС 58 ] |
| 60 | Фахрутдинов Фасхиттин Фархеевич   | род. 08.07.1940         | Бригадир горнопроходческой бригады Забайкальского производственного золотодобывающего объединения Министерства цветной металлургии СССР, Читинская область                    | 29.04.1986      | металлургия     | *Свердловская область        | [ ГС 59 ] |
| 61 | Чумилин Владимир Максимович       | 25.09.1928 — 1983       | Бригадир проходчиков Дарасунского рудоуправления треста «Забайкалзолото» Министерства цветной металлургии СССР, Читинская область                                             | 20.05.1966      | металлургия     | Тунгокоченский район         | [ ГС 60 ] |
| 62 | Шапаренко Григорий Минович        | род. 25.05.1948         | Старший производитель работ строительно-монтажного поезда № 577 управления строительства «Бамстройпуть» Министерства транспортного строительства СССР, Читинская область      | 10.08.1990      | строительство   | *Киевская область            | [ ГС 61 ] |
| 63 | Шубин Владимир Александрович      | 1925—2001               | Токарь-расточник Читинского машиностроительного завода Министерства химического и нефтяного машиностроения СССР                                                               | 20.04.1971      | машиностроение  | Нерчинский район             | [ ГС 62 ] |
| 64 | Шумилов Андрей Антипович          | 04.07.1904 — 09.06.1975 | Председатель Шилкинского райисполкома, Читинская область | 14.12.1957      | госуправление   | Балейский район              | [ ГС 63 ] |
| 65 | Юндунов Дамша                     | 1925—1967               | *Старший чабан совхоза «Агинский» Могойтуйского района Агинского Бурятского национального округа Читинской области                                                            | 22.03.1966      | сельхоз         | Могойтуйский район           | [ ГС 64 ] |
| 66 | Юндунова Сыбжит                   | 28.04.1924 — 12.04.1995 | Старший чабан государственного племенного завода «Комсомолец» Чернышевского района Читинской области                                                                          | 08.04.1971      | сельхоз         | Могойтуйский район           | [ ГС 65 ] |
| 67 | Ядрищенский Анисим Михайлович     | 16.09.1916 — 10.04.1989 | Бригадир тракторной бригады Оловяннинской МТС Читинской области | 09.03.1948      | сельхоз         | Оловяннинский район          | [ ГС 66 ] |
| 68 | Яковлева Евдокия Ивановна         | 10.03.1924 — 30.12.2005 | Телятница колхоза памяти И. В. Сталина Петровско-Заводского района Читинской области                                                                                          | 07.03.1960      | сельхоз         | Петровск-Забайкальский район | [ ГС 67 ] |
| 69 | Ярославцев Владимир Ксенофонтович | 22.07.1938 — 02.03.2009 | Начальник механизированного отряда колхоза «Забайкалец» Сретенского района Читинской области                                                                                  | 23.12.1976      | сельхоз         | Шелопугинский район          | [ ГС 68 ] |

## Уроженцы Забайкальского края, удостоенные звания Героя Социалистического Труда в других регионах СССР
| №  | Фамилия, имя, отчество          | Даты жизни              | Деятельность | Дата присвоения | Отрасль           | Место рождения               | ГС        |
| -- | ------------------------------- | ----------------------- | --- | --------------- | ----------------- | ---------------------------- | --------- |
| 1  | Агошков Михаил Иванович         | 12.11.1905 — 14.10.1993 | Советник дирекции Института проблем комплексного освоения недр Академии наук СССР, академик АН СССР, гор. Москва                                                                               | 25.01.1991      | наука             | Петровск-Забайкальский район | [ ГС 1 ]  |
| 2  | Баев Александр Александрович    | 10.01.1904 — 31.12.1994 | Заведующий отделом Института молекулярной биологии Академии наук СССР, академик АН СССР, академик Всесоюзной академии сельскохозяйственных наук имени В. И. Ленина, гор. Москва                | 28.07.1981      | наука             | Чита                         | [ ГС 2 ]  |
| 3  | Беляк Константин Никитович      | 21.01.1916 — 04.12.1997 | Министр машиностроения для животноводства и кормопроизводства СССР, гор. Москва | 10.03.1981      | машиностроение    | Петровск-Забайкальский район | [ ГС 3 ]  |
| 4  | Бронников Павел Александрович   | 01.07.1914 — 02.02.1998 | Тракторист Зиминского леспромхоза Иркутской области | 05.10.1957      | сельхоз           | Нерчинско-Заводский район    | [ ГС 4 ]  |
| 5  | Брыкин Александр Иванович       | 16.08.1920 — 30.04.2021 | Директор Новосибирского завода полупроводниковых приборов Министерства электронной промышленности СССР                                                                                         | 12.08.1975      | радиоэлектронпром | Хилокский район              | [ ГС 5 ]  |
| 6  | Венцова Зинаида Ильинична       | 28.03.1918 — 29.04.2007 | Заведующая отделением краевой клинической больницы, гор. Хабаровск | 04.02.1969      | здравоохранение   | Шилкинский район             | [ ГС 6 ]  |
| 7  | Городков Сергей Александрович   | 28.05.1923 — 02.09.1997 | Заместитель командира по лётной службе Ленинградского объединённого авиационного отряда Северного управления гражданской авиации Министерства гражданской авиации СССР                         | 09.02.1973      | транспорт         | Борзинский район             | [ ГС 7 ]  |
| 8  | Дегтярёв Иван Логинович         | 25.08.1919 — 21.01.1996 | Бригадир бригады по внедрению новой техники механического завода Министерства обороны СССР, гор. Москва                                                                                        | 15.06.1971      | оборонпром        | Красночикойский район        | [ ГС 8 ]  |
| 9  | Зайцев Александр Васильевич     | 15.06.1910 — 26.02.1996 | Директор племсовхоза «Первомайский» Татарского района Новосибирской области | 11.12.1973      | сельхоз           | Балейский район              | [ ГС 9 ]  |
| 10 | Зимерева Вера Ильинична         | 1919 — ????             | Доярка учебно-опытного хозяйства Бурятского зооветеринарного института | 03.07.1959      | сельхоз           | Красночикойский район        | [ ГС 10 ] |
| 11 | Калашников Анатолий Петрович    | род. 26.02.1940         | Председатель колхоза имени Ленина Мухоршибирского района Бурятской АССР | 25.08.1989      | сельхоз           | Чернышевский район           | [ ГС 11 ] |
| 12 | Кузнецов Фёдор Григорьевич      | 05.09.1914 — 16.08.2005 | Механик теплохода Иртышского речного пароходства Министерства речного флота РСФСР, Омская область                                                                                              | 14.09.1966      | транспорт         | Карымский район              | [ ГС 12 ] |
| 13 | Куклин Александр Константинович | 27.02.1907 — 01.03.1982 | Председатель семеноводческого колхоза «Союз строителей» Ояшинского района Новосибирской области                                                                                                | 20.03.1949      | сельхоз           | Нерчинский район             | [ ГС 13 ] |
| 14 | Макаров Иван Перфильевич        | 1913 — ????             | Звеньевой молочного совхоза «Июсский» Орджоникидзевского района Хакасской автономной области                                                                                                   | 08.03.1949      | сельхоз           |                              |           |
| 15 | Макаров Пётр Герасимович        | 1923 — ????             | Председатель колхоза «Коммунист» Подволочисского района Тернопольской области | 31.12.1965      | сельхоз           | Чернышевский район           |           |
| 16 | Милин Пётр Петрович             | 1907—1971               | Слесарь Улан-Удэнского ордена Ленина паровозо-вагонного завода Бурятского совнархоза | 03.08.1959      | транспорт         | Оловяннинский район          | [ ГС 14 ] |
| 17 | Немочин Владимир Иванович       | 09.02.1925 — 12.12.2003 | Слесарь Улан-Удэнского мясоконсервного комбината Министерства мясной и молочной промышленности РСФСР, Бурятская АССР                                                                           | 26.04.1971      | пищепром          | Сретенский район             | [ ГС 15 ] |
| 18 | Орликова Валентина Яковлевна    | 19.02.1915 — 31.01.1986 | Капитан большого морозильного рыболовного траулера Мурманского совнархоза | 07.03.1960      | рыбхоз            | Сретенский район             | [ ГС 16 ] |
| 19 | Пермин Николай Кириллович       | 1915 — ????             | Звеньевой совхоза «Ханкайский» Ханкайского района Приморского края | 30.04.1966      | сельхоз           |                              | [ ГС 17 ] |
| 20 | Пономарёв Николай Алексеевич    | 25.10.1927 — 21.03.2014 | Генеральный директор производственного объединения «Ижсталь» Министерства оборонной промышленности СССР, гор. Устинов Удмуртской АССР                                                          | 03.04.1986      | оборонпром        | Петровск-Забайкальский район | [ ГС 18 ] |
| 21 | Потапов Гавриил Евдокимович     | 15.03.1920 — 11.08.1999 | Рамщик Тулунского лесопильно-деревообрабатывающего комбината Министерства лесной, целлюлозно-бумажной и деревообрабатывающей промышленности СССР, Иркутская область                            | 17.09.1966      | леспром           | Красночикойский район        | [ ГС 19 ] |
| 22 | Сакович Геннадий Викторович     | род. 13.04.1931         | Генеральный директор научно-производственного объединения «Алтай» Министерства оборонной промышленности СССР, гор. Бийск Алтайского края                                                       | 03.08.1990      | оборонпром        | Чита                         | [ ГС 20 ] |
| 23 | Сапожинский Константин Павлович | 21.11.1905 — 03.1978    | Начальник горного цеха Артёмовского строительного управления треста «Дальшахтострой» Главвостокшахтостроя Министерства строительства предприятий угольной промышленности СССР, Приморский край | 26.04.1957      | строительство     | Оловяннинский район          | [ ГС 21 ] |
| 24 | Сергеев Владимир Николаевич     | 1921—1981               | Дежурный по станции Улан-Удэ Восточно-Сибирской железной дороги, Бурятская АССР | 05.03.1976      | транспорт         | Петровск-Забайкальский район | [ ГС 22 ] |
| 25 | Таракановский Панфил Евгеньевич | 1906 — ????             | Звеньевой семеноводческого совхоза «Сибиряк» Министерства совхозов СССР, Тулунский район Иркутской области                                                                                     | 03.05.1948      | сельхоз           |                              | [ ГС 23 ] |
| 26 | Таскаева Матрёна Яковлевна      | 07.04.1904 — 23.04.1975 | Взваршица кирпичного завода № 3 областного строительного треста исполкома Новосибирского областного Совета депутатов трудящихся                                                                | 09.08.1958      | строительство     | Сретенский район             | [ ГС 24 ] |
| 27 | Усов Владимир Николаевич        | 29.07.1931 — 29.12.2005 | Директор шахты № 5—7 комбината «Кузбассуголь» Министерства угольной промышленности СССР, Кемеровская область                                                                                   | 30.03.1971      | углепром          | Петровск-Забайкальский район | [ ГС 25 ] |
| 28 | Ухова Анна Васильевна           | 27.04.1921 — 01.02.1998 | Рабочая Зиминского лесопильно-деревообрабатывающего комбината Министерства лесной и деревообрабатывающей промышленности СССР, Иркутская область                                                | 07.05.1971      | леспром           | Улётовский район             | [ ГС 26 ] |
| 29 | Фадеев Григорий Васильевич      | 18.03.1915 — 10.03.1968 | Машинист паровозного депо Кушмурун Казахской железной дороги, Кустанайская область | 01.08.1959      | транспорт         | Оловяннинский район          | [ ГС 27 ] |
| 30 | Хван Павел Александрович        | 30.06.1915 — 17.09.1982 | Звеньевой колхоза имени Будённого Нижне-Чирчикского района Ташкентской области | 15.10.1951      | сельхоз           | Могочинский район            | [ ГС 28 ] |
| 31 | Шевалдин Владимир Егорович      | 1932 — 31.01.1997       | Бригадир штукатуров-маляров строительного управления № 5 треста № 1 Министерства строительства предприятий тяжёлой индустрии СССР, гор. Свободный Амурской области                             | 05.04.1971      | строительство     | Оловяннинский район          | [ ГС 29 ] |